# 9891 Stephensmith
A 9891 Stephensmith (ideiglenes jelöléssel 1995 XN1) a Naprendszer kisbolygóövében található aszteroida. Kobajasi Takao fedezte fel 1995. december 15-én.